# Palicourea debilis
Espèce
Synonymes
Selon Tropicos (20 mai 2024)
- Callicocca purpurea (Aubl.) J.F. Gmel.
- Cephaelis purpurea (Aubl.) Willd.
- Cephaelis surinamensis Standl.
- Gamotopea purpurea (Aubl.) Bremek.
- Psychotria debilis Müll. Arg. - Basionyme
- Psychotria variegata Steyerm.
- Tapogomea purpurea Aubl.
- Uragoga purpurea (Aubl.) Kuntze

Selon GBIF (20 mai 2024)
- Callicocca purpurea (Aubl.) J.F.Gmel.
- Cephaelis purpurea (Aubl.) Willd.
- Cephaelis surinamensis Standl.
- Gamotopea purpurea (Aubl.) Bremek.
- Gamotopea surinamensis (Standl.) Bremek.
- Palicourea variegata (Steyerm.) Borhidi
- Psychotria debilis Müll.Arg. - Basionyme
- Psychotria variegata Steyerm.
- Tapogomea purpurea Aubl.
- Uragoga debilis (Müll.Arg.) Kuntze
- Uragoga purpurea (Aubl.) Kuntze

Palicourea debilis est une espèce herbacée d'Amérique du sud, appartenant à la famille des Rubiaceae.

## Description
Palicourea debilis est une herbes rampantes, densément villeuse à hirtelleuse. 
Les feuilles mesurent 2,5-6 × 1-3 cm, avec des pétioles longs de 3-10 mm.
Les stipules sont persistantes, unies autour de la tige ou parfois sub-interpétiolaires, une gaine longue de 2-3 mm, 2 lobes par côté, étroitement triangulaires, longs de 3-5 mm.
L'inflorescences est terminale, capitées, avec un pédoncule long de 4-15 mm, un capitule de 0,8-1 × 1-2 cm, et des bractées longues de 6-9 mm.
Les fleurs sont sessiles.
Le limbe du calice est long de 1,2-1,5 mm, profondément lobé.
La corolle est blanche à jaune pâle, avec un tube long de 5-7 mm, et des lobes longs de 2-2,5 mm.
Le fruit subglobuleux, bleu vif, mesure 4-7 × 2-7 mm.
Il comporte 2 pyrènes, ventralement avec une crête longitudinale basse, dorsalement lisse. 
Les feuilles ont souvent la face supérieure vert foncé à l'exception d'une bande longitudinale argentée ou grise au milieu et les faces inférieures violet vif. Cependant, les feuilles de cette espèce sont parfois d'un vert clair ; la signification et la génétique de cette variation sont inconnues.

En 1953, Lemée en propose la description suivante de Palicourea debilis :

« [Gamotopea] purpurea Brem. (Tapogomea p. Aubl., Cephælis p. W.). Herbe radicante aux nœuds inférieurs, poilue ; feuilles de 0,02-0,04 sur 9-19 mm., ovales ou oblongues obtuses ou aiguës, à base. arrondie, un peu poilues sur les 2 faces; pourprées en dessous, avec 9-11 paires de nervures, stipules à lobes de 2-3 mm. ; pédoncules, bractées et bractéoles poilus, fleurs à pédicelle court, calice poilu à segments linéaires, corolle de 7 mm., poilue vers le sommet, ovaire poilu, style de 6 mm. ; fruit ? - Maroni : camp Godebert. (R. Benoist). »

— Albert Lemée, 1953.

## Répartition
Palicourea debilis est présent du Venezuela au Brésil, en passant par le Guyana, le Suriname, la Guyane et la Bolivie amazonienne.

## Écologie
Palicourea debilis pousse dans les forêts de plaine et de montagne, également sur des sols dérivés de roches ignées, à 100-1 100 m d'altitude.

## Protologue

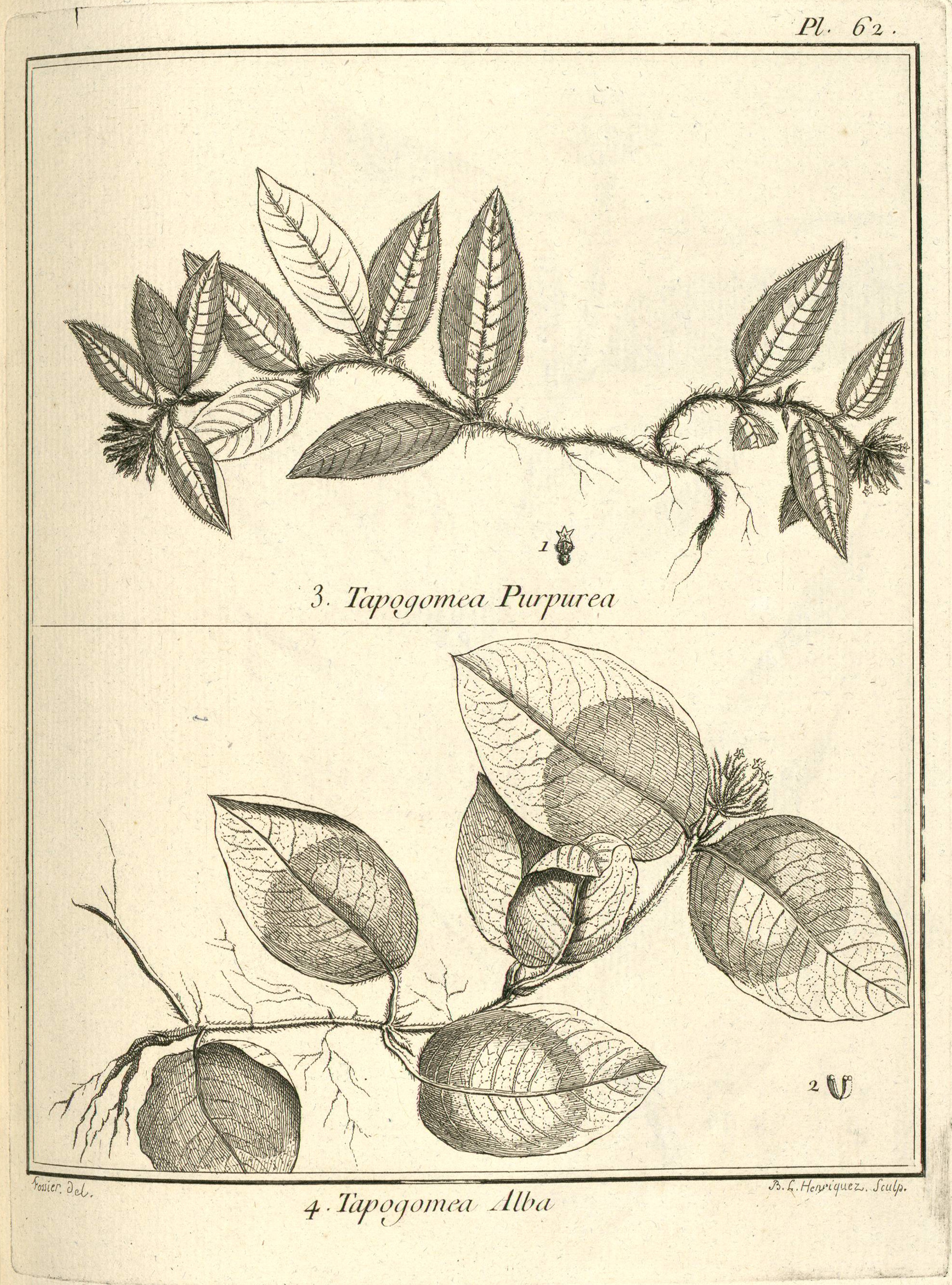
Coffea debilis (= Palicourea debilis) par Aublet (1775)
Fig. 3 : Tapogomea purpurea - On a repréſenté une tige de grandeur naturelle. - 1. Calice & Corolle. - Fig. 4 : Tapogomea alba - 2. Oſſelets.

En 1775, le botaniste Aublet a premièrement décrit Palicourea debilis sous le nom de Tapogomea purpurea et en a proposé le protologue suivant : 

« 3. TAPOGOMEA (purpurea) caulibus repentibus; foliis lanceolatis, lineâ albâ ſuprà notatis, ſubtùs hirſutie rufeſcentibus. (TABULA 62. Fig, 3.).
Planta perennis ; caulibus decumbentibus, villous, radicantibus; Folia oppoſita, fubfeflllia, ovata, acuta, ſupernè glabra, virentia, in medio notata lineâ latâ, longitudinali, albâ, venis rubris aſperſa infernè villoſa, pilis rufeſcentibus. Stipula ab utroque latere, ad baſim petiolorum. Flores in capitulum collecti, terminales. Calyx communis, fimbriatus, villoſus, oblongus, acutus, cum vaginâ ad baſim bilobâ, villoſa. Flores paleis villoſis intermixti. Corolla & bacca purpuraſcentes.
Florebat in ſylvis remotis.

LE TAPOGOME à fleur purpurine. (PLANCHE 62. fig. 3)
La tige de cette plante eſt noueuſe. Elle ſe répand ſur la ſurface de la terre, & pouſſe de chaque nœud des racines menues, fibreuſes & chevelues. Elle jette auſſi des rameaux noueux qui s'étendent en tout ſens, couchés ſur la terre. Cette tige & ſes rameaux ſont chargés de poils rouſſâtres. Chaque nœud eſt garni de deux feuilles oppoſées qui s'uniſſent de chaque côté à une stipule intermédiaire. Ses feuilles ſont entières, ovales, aiguës, vertes en deſſus, & partagées dans le milieu de leur longueur par une bande blanchâtre veinée de rouge ; en deſſous elles ſont couvertes, & bordées de poils rouſſâtres : leur pédicule eſt court, chargé de poils, & coudé. 
Les fleurs naiſſent ramaſſées en forme de tête à l'extrémité des rameaux entre deux feuilles. Le pédoncule eſt court. Il porte à ſon ſommet deux petites écailles hériſſées de poils, entre leſquelles ſortent cinq feuillets frangés, rouſſâtres, qui couvrent des Fleurs ſéparées les unes des autres par des écailles longues & étroites. 
Le calice de la fleur eſt d'une ſeule pièce & diviſé à ſon limbe en cinq petites parties aiguës. 
La corolle eſt monopétale, purpurine, attachée ſur l'ovaire autour de deux petits corps glanduleux. Son tube eſt très court. Son pavillon eſt partagé en cinq lobes aigus. 
Les étamines ſont cinq, placées ſur la paroi interne & inférieure du tube au deſſous de ſes diviſions ; leur filet eſt court. L'anthère eſt longue, a deux bourſes ſéparées par un ſillon. 
Le piſtil eſt un ovaire qui fait corps avec le calice. Il eſt couronné de deux glandes, d'entre leſquelles ſortent deux styles terminés chacun par un stigmate obtus. 
L'ovaire devient une baie purpurine de ſubſtance viſqueuſe. Elle renferme deux osselets appliqués l'un contre l'autre, qui contiennent chacun une amande coriace. 
Cette plante eſt vivace. 
Elle croît dans les grandes forêts de la Guiane. »

— Fusée-Aublet, 1775.